# Aeromexpress
Aeromexpress fue una aerolínea mexicana de carga, que operó desde 1990 hasta 2004. Operaba servicios de carga general, animales vivos, obras de arte, valores y productos restringidos..

## Historia
La aerolínea se fundó en 1990 e inició operaciones el 9 de junio de 1994. Se estableció para administrar las operaciones de carga de la empresa matriz Aeroméxico y también ayudó a administrar las operaciones de carga de Mexicana de Aviación. La aerolínea era propiedad de Grupo Aeroméxico. 
Dejó de operar como aerolínea en 2004 y continuó operando como manipulador de carga utilizando la flota de Mexicana y Aeroméxico hasta la quiebra de Mexicana y la creación de Aeroméxico Cargo como una subsidiaria de propiedad total de Grupo Aeroméxico en 2011.

## Flota
- Boeing 727-200F
- Boeing 767-200F
- Boeing 747-400F
- La flota de Aeroméxico